# Driver: Vegas
Driver: Vegas – gra wyprodukowana w 2005 roku na telefony komórkowe przez Gameloft a wydana przez Glu Mobile. Gra przypomina komputerową wersję Driv3ra.

## Odbiór gry
Driver: Vegas spotkał się z negatywnym przyjęciem krytyków. Serwis IGN przyznał grze 8,6 punktów na 10. Z kolei serwis GameSpot ocenił grę na 3,9/10. Według agregatora GameRankings gra otrzymała średnią ocen z recenzji wynoszącą 55,75%.